# Aysel Məmmədova
Aysel Məmmədova, conosciuta anche come Aisel (Baku, 3 luglio 1989), è una cantante, pianista e compositrice azera.
Ha rappresentato l'Azerbaigian all'Eurovision Song Contest 2018 con il brano X My Heart, non riuscendo a qualificarsi per la serata finale.

## Biografia
Aysel Məmmədova nasce a Baku da una famiglia di musicisti; i suoi studi hanno sempre avuto un’impronta musicale dall'infanzia fino al 2010, anno della sua laurea.

## Carriera
Nel 2009, come membro dell’Emil Ibrahim Quartet, si è esibita al Montreux Jazz Festival, il maggior festival jazz d’Europa e, ad oggi, secondo al mondo. Si è esibita, in altre occasioni, in buona parte dell’Europa dell’Est e in Italia e ha condiviso il palco dello Zhara Fest di Baku con Sergey Lazarev e Svitlana Loboda.
L'8 novembre 2017 l'ente televisivo azero Ictimai TV ha comunicato di averla selezionata come rappresentante dell'Azerbaigian all'Eurovision Song Contest 2018, a Lisbona. Il suo brano, X My Heart è stato annunciato il 3 marzo 2018 ed presentato e reso disponibile su tutte le piattaforme il giorno successivo.
L'artista si è esibita nella prima semifinale della manifestazione, mancando la qualificazione alla finale, classificandosi undicesima con 94 punti, diventando la prima artista azera a non superare le semifinali.

## Discografia

### Album
- 2018 - Pure Noise

### Singoli
- 2016 - Others
- 2018 - X My Heart
- 2018 - More Emotion
- 2018 - Don't Make Me Cry